# Interdigitação
Interdigitação é o conjunto de invaginações e evaginações das membranas celulares que se encaixam em  células vizinhas e que garantem maior aderência.
As interdigitações aumentam a superfícies de contato entre as células,dando maior coesão entre elas. Estes se assemelham a dedos entrelaçados. Não permitem a troca de substâncias entre as células, somente a adesão.
E também são muito importantes para evitar ressecamento entre ambas. Podem ser encontradas na epiderme e no figado.
São dobras da membrana celular que encaixam as membranas celulares laterais das células que estejam lado a lado, aumentando a coesão entre elas.
Além disso, aumentam a extensão da superfície celular, facilitando as trocas entre a célula e o meio celular. 